# Blue Train
Albums de John Coltrane
Coltrane
(1957) Soultrane
(1958)
Blue Train est un album de jazz de John Coltrane, enregistré le 15 septembre 1957 par Rudy Van Gelder, et produit par Alfred Lion sur le label Blue note

## Historique
C'est l'un des albums les plus populaires de John Coltrane et considéré comme son « véritable » premier album solo avec des musiciens qu'il choisit lui-même. C'est le seul album Blue Note enregistré en tant que leader.
Il s’affranchit de ses brillants aînés : Gillespie, Monk, Davis… Alors que Giant Steps provoquera deux ans plus tard une cassure, Blue Train reste encore fidèle au style hard bop. Sur les compositions très Bop, John Coltrane imprime pourtant déjà sa sonorité et son jeu décalé et novateur. Il s’envole sur plusieurs octaves et aligne de belles progressions rythmiques. Le blues, le swing et le funk sont omniprésents.
Les cinq morceaux originaux ont été remasterisés sur CD en 1990. En 1997 sort l'album The Ultimate Blue Train, ajoutant deux prises alternatives. En 2003 sort une version Super Audio CD ainsi qu'une version remasterisée de Rudy Van Gelder sur CD.

## Titres
Toutes les compositions sont écrites par Coltrane, à l'exception de I'm Old Fashioned (un standard écrit par Jerome Kern et Johnny Mercer).
| No | Titre             | Musique                    | Durée |
| -- | ----------------- | -------------------------- | ----- |
| 1. | Blue Train        | John Coltrane              | 10:41 |
| 2. | Moment's Notice   | John Coltrane              | 9:09  |
| 3. | Locomotion        | John Coltrane              | 7:13  |
| 4. | I'm Old Fashioned | Jerome Kern, Johnny Mercer | 7:57  |
| 5. | Lazy Bird         | John Coltrane              | 7:05  |

Pistes supplémentaires sur les rééditions
| No | Titre                          | Musique       | Durée |
| -- | ------------------------------ | ------------- | ----- |
| 6. | Blue Train (prise alternative) | John Coltrane | 9:58  |
| 7. | Lazy Bird (prise alternative)  | John Coltrane | 7:12  |

## Pochette
La photo est de Francis Wolff : Coltrane absorbé dans sa reflexion, l'index sur les lèvres et le bras sur la nuque, le bec de son sax presque comme un membre supplémentaire.

## Musiciens
- John Coltrane : Saxophone
- Lee Morgan : Trompette
- Curtis Fuller : Trombone
- Kenny Drew : Piano
- Paul Chambers : Contrebasse
- Philly Joe Jones : Batterie